# Милейка, Янис
Янис Милейка (латыш. Jānis Mileika, 13 февраля 1930, Рига — 2005, там же) — советский и латвийский шахматист, мастер спорта СССР (1965).
Выпускник Латвийского государственного университета. Экономист по профессии. Работал на Рижском дизельном заводе.
Бронзовый призёр чемпионата Латвийской ССР 1961 г. Двукратный чемпион Риги (1957, 1965). Серебряный призёр первенства ДСО «Даугава» (1969).
В составе сборной Латвийской ССР участник матчей с командами Эстонской ССР (1960), Литовской ССР (1967), а также международного турнира с командной Литовской ССР и со сборной ГДР (1961).
В составе команды «Даугава» трехкратный участник командных первенств СССР (1964, 1966 и 1968 гг.).
Победитель командного первенства Латвийской ССР 1975 г. в составе команды «Балтика» (лучший результат на 3-й доске). Бронзовый призер командного первенства Латвийской ССР 1984 г. в составе команды «Коммутатор». Многократный участник командных первенств Латвии (последний раз — в 1997 г. на 1-й доске сборной ветеранов).

## Спортивные результаты
| Год  | Город  | Соревнование                                                 | +  | −  | = | Результат | Место                    |
| ---- | ------ | ------------------------------------------------------------ | -- | -- | - | --------- | ------------------------ |
| 1952 | Рига   | Чемпионат Риги                                               |    |    |   |           | [ 1 ]                    |
| 1953 | Рига   | Чемпионат Латвийской ССР                                     | 6  | 7  | 6 | 9 из 19   | 12                       |
| 1954 | Рига   | Чемпионат Риги                                               |    |    |   |           |                          |
|      | Рига   | Чемпионат Латвийской ССР                                     | 10 | 7  | 2 | 11 из 19  | 8—9                      |
| 1955 | Рига   | Чемпионат Латвийской ССР                                     | 6  | 8  | 5 | 8½ из 19  | 10—13                    |
| 1956 | Рига   | Чемпионат Латвийской ССР                                     | 4  | 12 | 3 | 5½ из 19  | 16—17                    |
| 1957 | Рига   | Чемпионат Риги                                               |    |    |   |           | 1                        |
| 1958 | Рига   | Чемпионат Риги                                               | 6  | 3  | 7 | 9½ из 16  | 4—6                      |
|      | Рига   | Чемпионат Латвийской ССР                                     | 5  | 12 | 2 | 6 из 19   | 16                       |
| 1960 | Рига   | Чемпионат Латвийской ССР                                     | 3  | 8  | 2 | 4 из 13   | 13                       |
|      |        | Матч Латвийская ССР — Эстонская ССР                          |    |    |   |           |                          |
| 1961 | Рига   | Чемпионат Латвийской ССР                                     | 8  | 5  | 2 | 9 из 15   | 4—6                      |
|      | Рига   | Командный турнир с участием сборных Литовской ССР и ГДР      |    |    |   |           | Команда заняла 1-е место |
| 1962 | Рига   | Чемпионат Латвийской ССР                                     | 5  | 7  | 3 | 6½ из 15  | 10—13                    |
| 1964 | Рига   | Чемпионат Риги                                               |    |    |   |           |                          |
|      | Москва | Командное первенство СССР                                    |    |    |   |           |                          |
| 1965 | Рига   | Чемпионат Риги                                               |    |    |   |           | 1                        |
|      | Рига   | Чемпионат Латвийской ССР                                     | 1  | 7  | 7 | 4½ из 15  | 12—13                    |
| 1966 | Рига   | Чемпионат Латвийской ССР                                     | 6  | 3  | 7 | 9½ из 16  | 5                        |
|      | Москва | Командное первенство СССР                                    | 1  | 4  | 1 | 1½ из 6   |                          |
| 1967 | Рига   | Чемпионат Латвийской ССР                                     | 1  | 8  | 4 | 3 из 13   | 13                       |
|      |        | Матч Латвийская ССР — Литовская ССР (против А. И. Бутнорюса) | 1  |    |   |           |                          |
| 1968 | Рига   | Чемпионат Латвийской ССР                                     | 1  | 6  | 0 | 1 из 7    | ----                     |
|      | Рига   | Командное первенство СССР                                    |    |    |   |           |                          |
| 1969 | Рига   | Чемпионат ДСО «Даугава»                                      |    |    |   |           | 2—4                      |
| 1977 | Рига   | Чемпионат Латвийской ССР                                     | 7  | 5  | 1 | 7½ из 13  | 9—14                     |